# チェコスロバキア国鉄460系電車
チェコスロバキア国鉄460系電車（チェコ語・スロバキア語:Elektrická jednotka 460 旧形式:EM488.0）は、チェコスロバキア国鉄（ČSD）およびチェコ鉄道（ČD）、スロバキア国鉄（ŽSR）、鉄道企業体スロバキア（ZSSK）の地域輸送用直流電車である。

## 概要
チェコスロバキア国鉄が1966年から1971年にかけて地方都市近郊の交流電化区間に投入したSM488.0系交流電車（現形式・560系）に続き、直流電化区間向けに新製投入した地域輸送用車両である。
基本設計は、旅客列車用客車（vozy osobních vlaků）の地域輸送用3扉車と同じ構造とし、踏切事故対策として高運転台としたSM488.0系交流電車の車体に、EM475.1系直流電車（現形式・451系、1964年-1968年新製）の機器類を搭載したものである。
460形二等制御電動客車（旧形式・EM488.0形）と063形二等付随客車（旧形式・N488.03形）の2形式で構成され、5両固定編成を基本とする。ČSDの電気機関車などで1970年代から本格採用されていたサイリスタ電力制御（Tyristorová regulace výkonu）装置への将来的な換装が可能な構造としたが、結局換装は行われなかった。
1971年に試作編成、1974年から1978年にかけて量産編成がストゥデーンカ車両国営会社（Vagónka Studénka, n.p.）で製造され、5両編成43本がオストラヴァ機関区、ウースチーナドラベム機関区、コシツェ機関区の3か所に配置された。
新製当初は車体腰回りをČSD直流規定色の緑、窓回りをクリームとするツートンカラーであったが、チェコ編成ではČSD時代から民主化以後複数の独自塗色を採用。スロバキア編成はŽSR承継後も長くオリジナルの塗色を維持したが、現在はZSSKが全車種を対象に定めた赤・白・グレーのZSSK共通規定色への変更を完了している。ČD編成、ZSSK編成とも車内のアコモデーション近代化を行っており、コシツェ地域管理区所属編成はプラハ－コシツェ間のスーパーシティ（SC）遅延時にコシツェ県内区間を代走する予備編成としても用いられている。
またČDウースチーナドラベム機関区およびZSSKコシツェ地域管理区所属編成の一部は2000年代に063形を1両減車して4連とし、560系の6連化に転用されている。

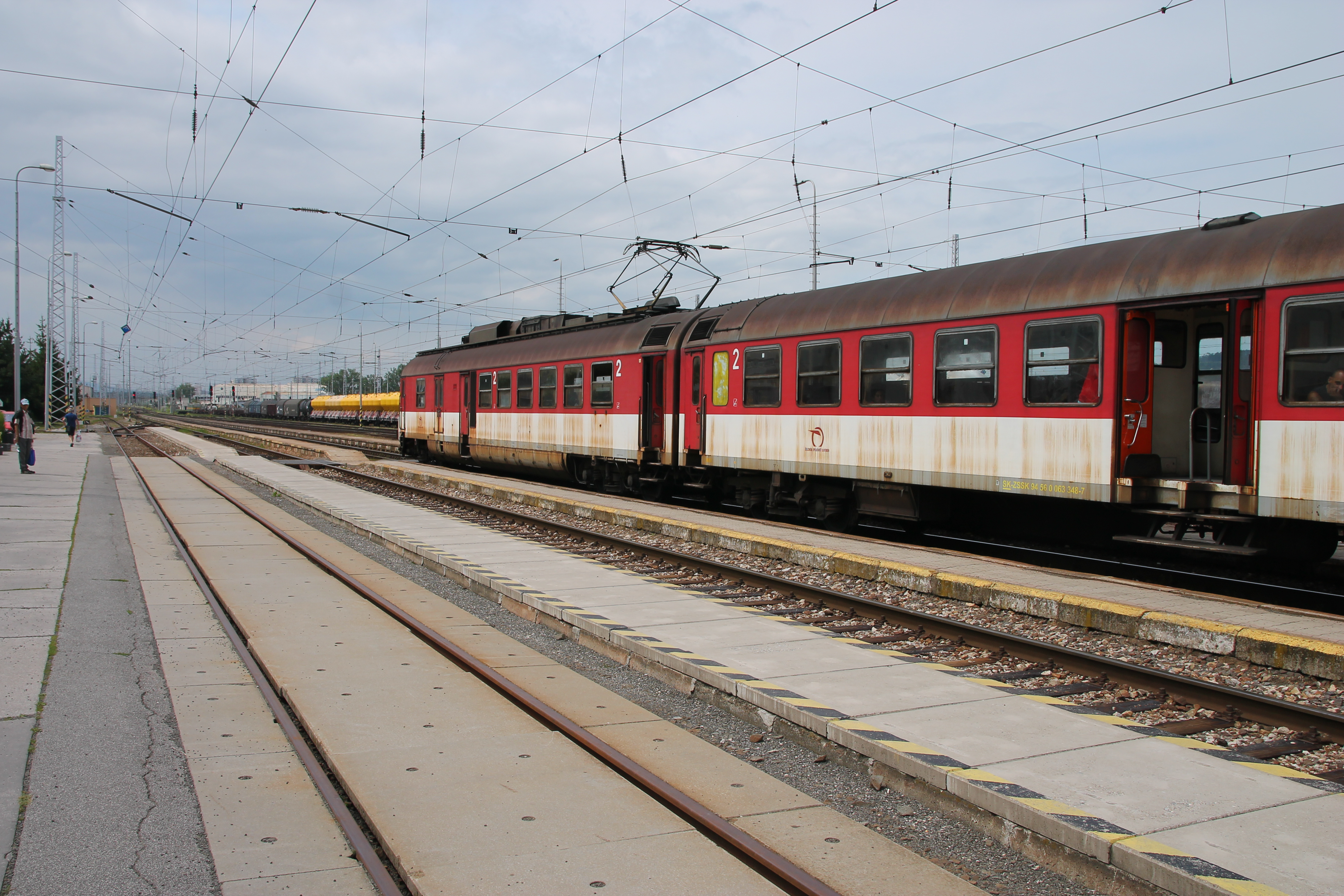
停車中のZSSK460形（奥）と063形（手前）。460形は後位、063.0形は両端に客車と同型の電気施錠装置付き自動二枚折扉を備えたデッキがあるほか、両形式とも車体中央に両開き自動二枚折扉を備えた大型デッキを設けている[1]（スピシュスカーノヴァーヴェス鉄道駅、2018年）
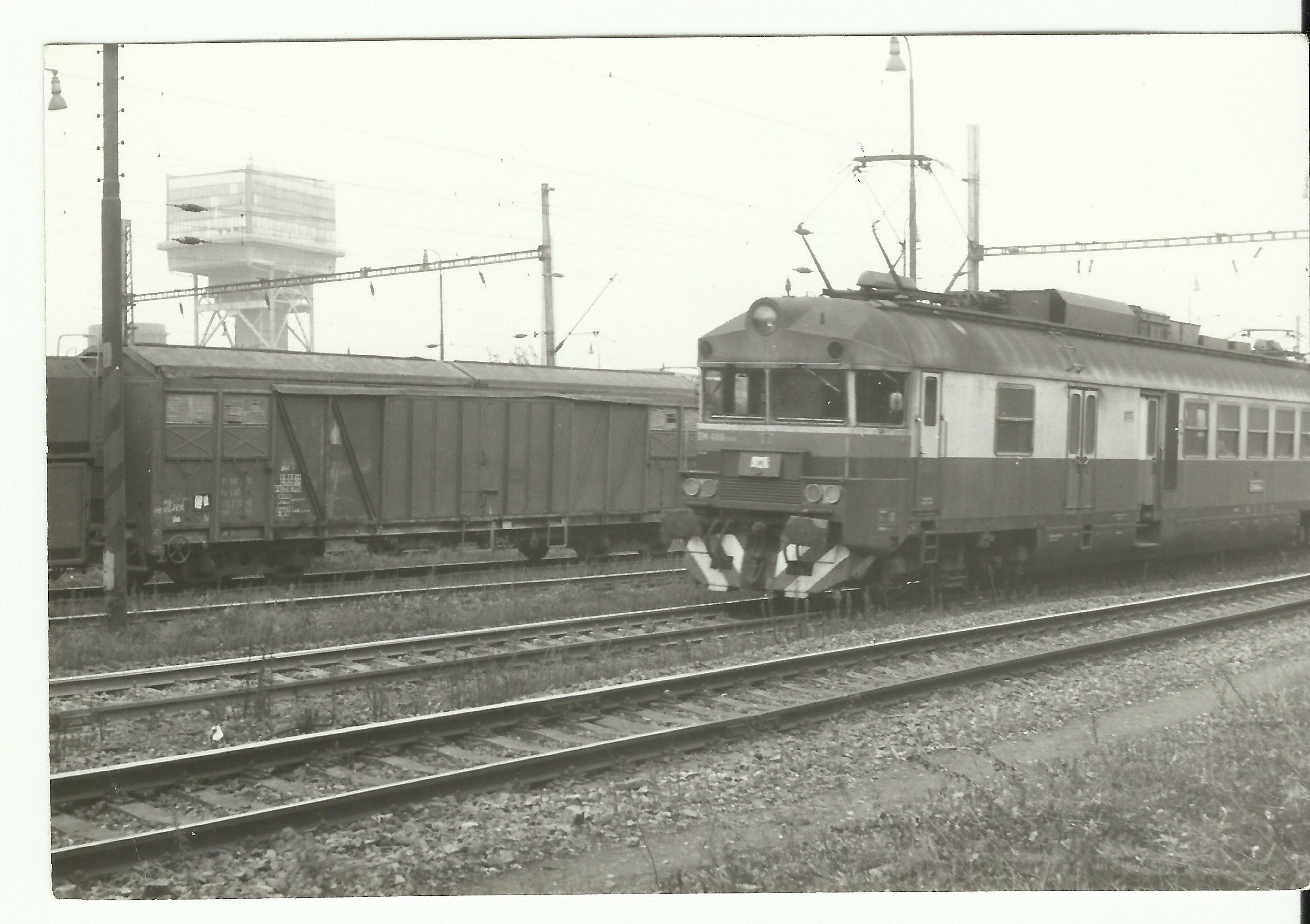
改番前のČSD EM488.0系（オストラヴァ＝ヴィートコヴィツェ鉄道駅、1988年）
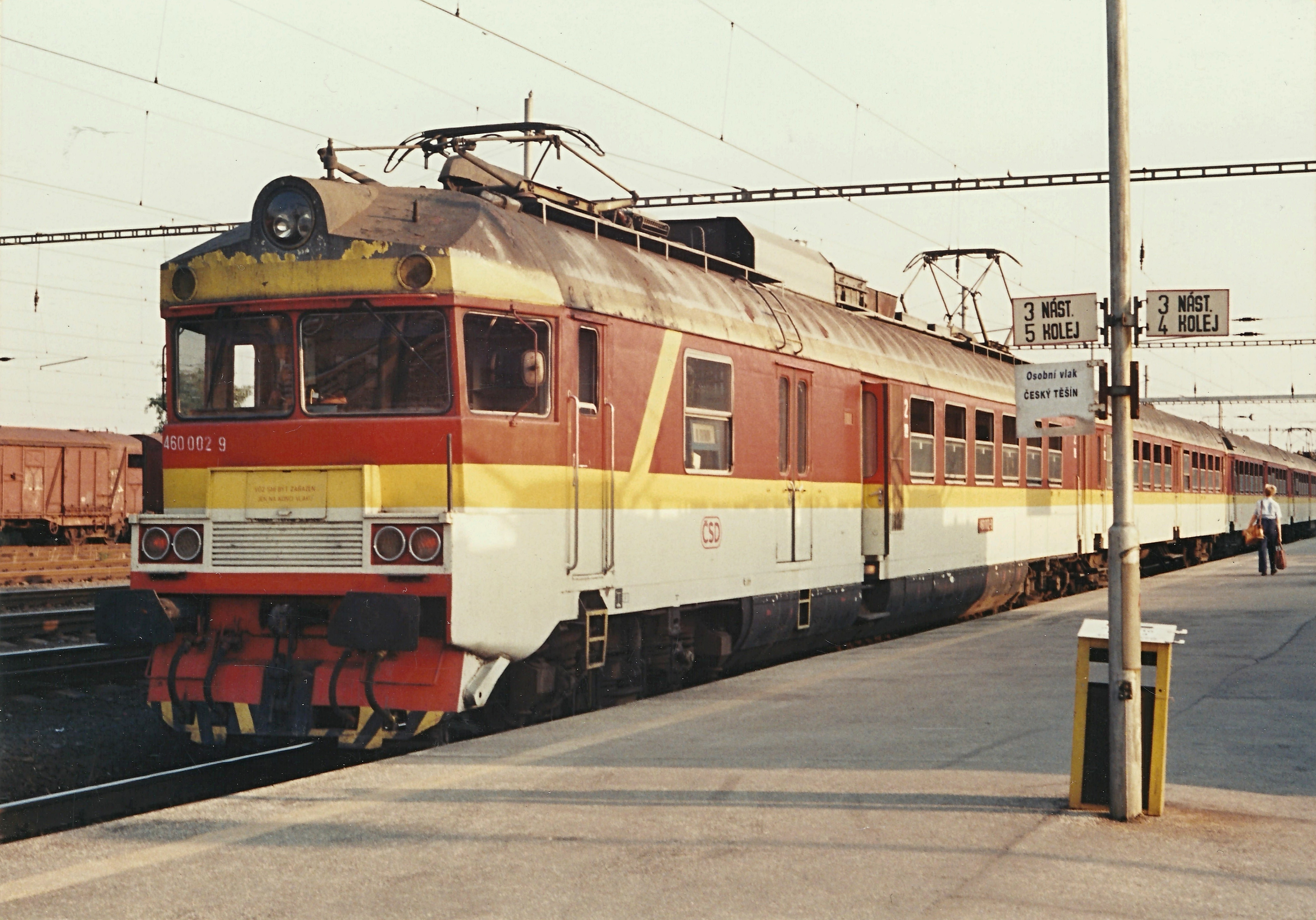
民主化後の独自塗色の一つ（オストラヴァ＝スヴィノウ鉄道駅、1991年）
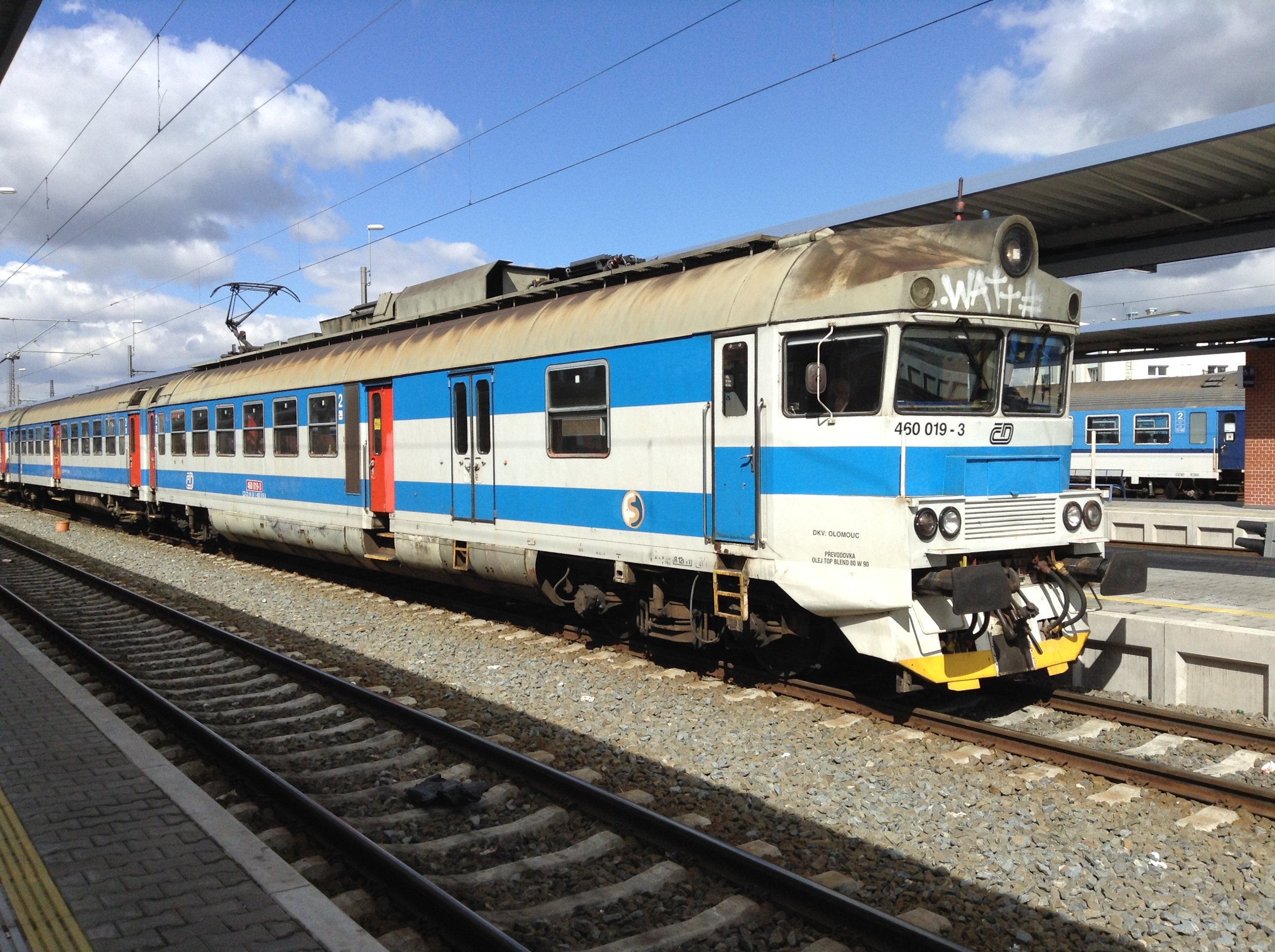
近年のČD塗色（オロモウツ中央駅、2015年）
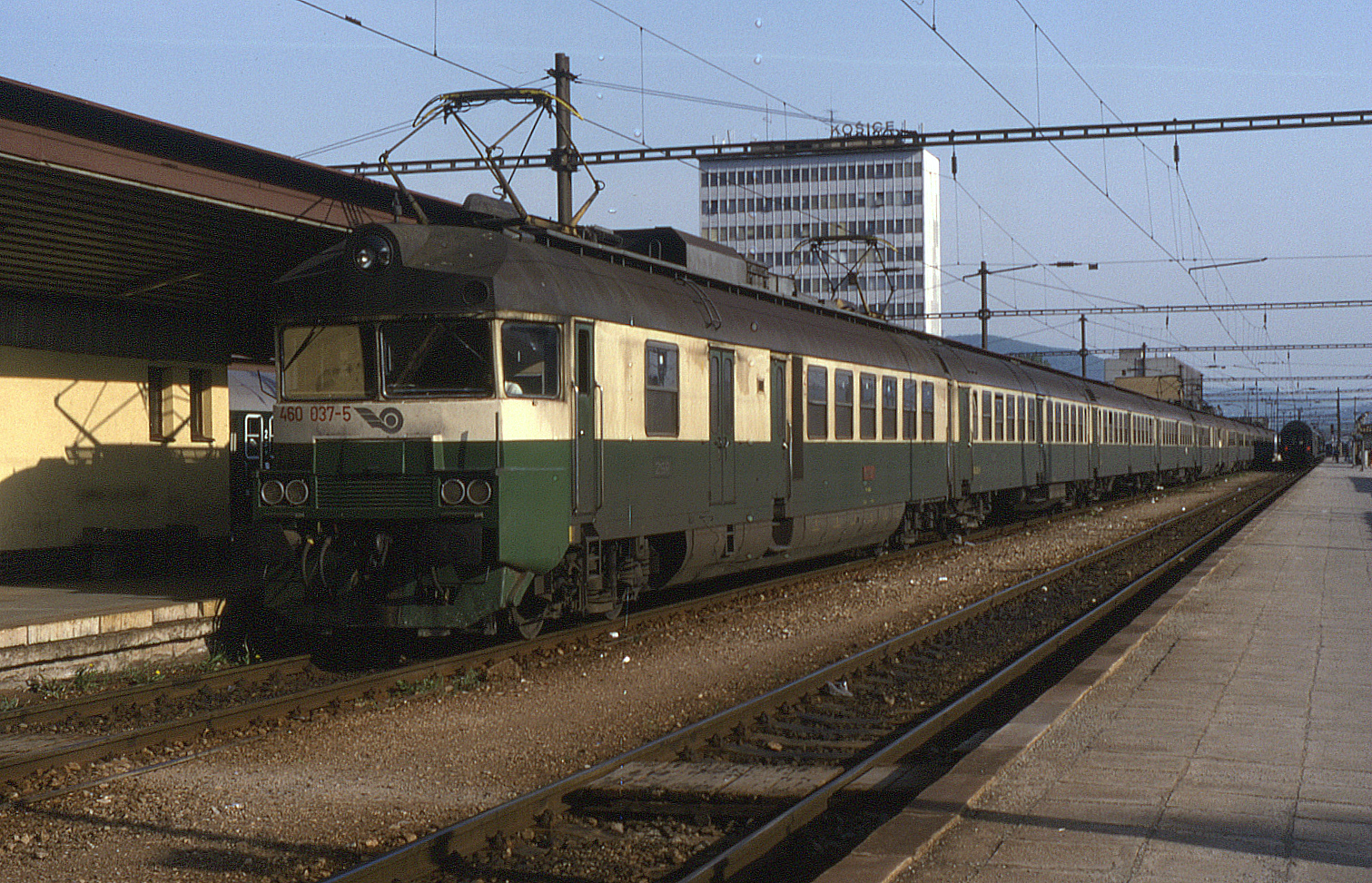
新製当時のオリジナル塗色を保っていた旧塗色時代のŽSR460系（コシツェ鉄道駅、1997年）

## 配置・運用
（2020・2021年ダイヤ現在）

### ČD編成
東部地域検車センターの2検車所に配置し、オロモウツ、オストラヴァ、チェスキーチェシーン、ボフミーン各市近郊の旅客列車（Os）および速達列車（Sp）に充当。
- 東部地域検車センター（OCÚ Východ）
  - オロモウツ検車所（SÚ Olomouc）
  - ボフミーン検車所（SÚ Bohumín）

### ZSSK編成
コシツェ発着の東部スロバキア3主要線区（コシツェ - プレショウ - リパニ - チルチュ間、コシツェ - ポプラト間、コシツェ - チエルナッチソウ間）の旅客列車（Os）および区間急行（REx）に充当。
- コシツェ地域管理区（OSD Košice）